# Ñico Saquito
Benito Antonio Fernández Ortiz, plus connu sous le nom de Ñico Saquito, né le 17 janvier 1901 à Santiago de Cuba et mort dans la même ville le 4 août 1982, est un compositeur, guitariste et chanteur rattaché à la trova. Son influence sur toute la musique cubaine était très importante ainsi que ses signaux dans les fondements de ce que nous appelons maintenant la salsa et la timba.
Il est reconnu comme le plus grand représentant de la guaracha cubaine. Il est l'un des guitaristes cubains les plus réputés et est considéré comme l'une des figures majeures de la guaracha. Il était un chroniqueur de la société cubaine de son temps et, même s'il n'était pas le seul compositeur de guarachas à Cuba, il était celui qui atteignit le plus de renommée sur la scène musicale cubaine. En témoigne le fait que ses compositions sont actuellement très appréciées et constituent une référence incontournable pour les amateurs du genre.

## Vie et carrière musicale
À 15 ans, il est attiré par l'écriture de chansons et décide de devenir troubadour, abandonnant une carrière prometteuse dans le Baseball. Son surnom Saquito vient de sa capacité à attraper des balles en tant que joueur.
Dans les années 1920, il crée son propre groupe et rejoint le Castillo Quartet, groupe avec lequel il effectue de nombreuses tournées dans toute l'île.
Après cette expérience, il retourne à Santiago et fonde Los Guaracheros de Oriente, un groupe avec lequel il se produit à Cuba, à Porto Rico et au Venezuela dans les années 1950. Il participe avec ce groupe, au film cubain Rincón criollo de 1951, aux côtés de la star Blanquita Amaro et de la chanteuse Celia Cruz.
Ñico est resté à l'étranger jusqu'à ce qu'en 1960, en raison des conditions politiques créées par la révolution cubaine, il décide de rentrer seul sur l'île sans son groupe, resté à l'étranger.
L'œuvre musicale de Saquito représente plus de 500 compositions, couvrant tout l'éventail de la musique cubaine. Ses compositions ont intégré le répertoire des artistes et groupes cubains les plus en vue, étant également interprétées par des voix importantes à l'étranger. Les paroles de ses chansons sont pleines d'esprit et épicées sur la vie personnelle. L'une de ses compositions les plus célèbres est la guajira Al vaivén de mi carreta, une ballade sentimentale sur la vie à la campagne et les difficultés de la vie paysanne. Ses chansons les plus connues sont Cuidado, compay gallo, María Cristina me quiere gobernar, Al vaivén de mi carreta ou encore Adiós compay gato,.
En 1982, il enregistre Al Bate pour le label Egrem avec les groupes Cuarteto Patria et El Duo Cuban. Cet album a fini par devenir un hommage posthume.
Il meurt le 4 août 1982 dans sa patrie, Santiago de Cuba.

## Discographie
- 1956: Esto es Cuba (Sonora) — avec Ramón Veloz
- 1959: Son cosas de Ñico Saquito (Panart) — avec Ramón Veloz
- 1960: Linda guajira (Panart)
- 1969: Ñico Saquito y su conjunto de Oriente
- 1979: Ñico Saquito (Areito)
- 1993: Good-bye Mr. Cat (World Circuit)[10]